# اوفوک آکیول
اوفوک آکیول (انگلیسی: Ufuk Akyol؛ زادهٔ ۲۷ اوت ۱۹۹۷) بازیکن فوتبال اهل آلمان است.
از باشگاه‌هایی که در آن بازی کرده‌است می‌توان به باشگاه فوتبال فاتح کاراگومروک اشاره کرد.
وی همچنین در تیم‌های ملی فوتبال Germany national under-16 football team و جوانان آلمان بازی کرده‌است.